# Războieni (okręg Jassy)
Războieni – wieś w Rumunii, w okręgu Jassy, w gminie Ion Neculce. W 2011 roku liczyła 1842 mieszkańców.